# GPD1L
GPD1L‏ (Glycerol-3-phosphate dehydrogenase 1 like) هوَ بروتين يُشَفر بواسطة جين GPD1L في الإنسان.